# 杜河
杜河（法語：Doubs，法語發音：[du] ⓘ）是西歐的河流，流經法國東部和瑞士西部，屬於索恩河的左支流，發源自侏羅山穆特附近，河道全長453公里，集水區面積7,710平方公里。

## 外部連結
- http://www.geoportail.fr （页面存档备份，存于）
- The Doubs at the Sandre database （页面存档备份，存于）